# مرقس بن قنبر المنشق
الضرير بن محب أو العلامة ابن قنبر أو مرقس بن قنبر المنشق، توفي عام 1208، كان كاهنًا وواعظًا قبطيًا في القرن الثاني عشر. دخل في صراع مع كل من البابا يوحنا الخامس والبابا مرقس الثالث الإسكندري بسبب تبشيره ضد ممارسة الاعتراف الخاص بالخطايا، وانتهى بطرده من الكنيسة.

## الحياة
من المرجح أن يكون مرقس قد ولد في سنباط، بالقرب من زفتى، بمحافظة الغربية، في مصر. من المرجح أنه ولد ضريرًا، ومن هنا جاء لقبه.:98
عيَّنه أسقف دمياط كاهنًا.:20 وباعتباره كاهنًا، كان مرقس بن قنبر يبشر ضد الممارسة الشائعة المتمثلة في أخذ المبخرات إلى المنازل الشخصية للاعتراف بالخطايا. تقليديًّا، يُعترف بالخطايا في غرفة الاعتراف [الإنجليزية]، وتُوضع مبخرة في مكان قريب لغرض تنقية الهواء المحيط. اعترض مرقس بن قنبر بشدة على هذا الشكل من الاعتراف الخاص، وأصر على ضرورة وجود كاهن لغفران الخطايا.:275-76 كان واعظًا فصيحًا، واجتذب حشودًا كثيرة في مصر الذين سمعوا عظاته ونالوا منه الغفران من خطاياهم. كما بشر أيضًا السامريين، مما أدى إلى تحول جموع كثيرة من السامريين في فلسطين إلى الأقباط.:21 كما أنه ألقى خطبة ضد قضايا أخرى مختلفة، بما في ذلك الختان. وكان أتباعه يُطلق عليهم اسم "القنابيرة".:174 ارتفعت حدة التوتر بين مرقس بن قنبر والبابا يوحنا الخامس بطريرك الإسكندرية آنذاك، رئيس الكنيسة القبطية، مما أدى إلى حرمان مرقس بن قنبر على أسس زائفة تتعلق بالفجور الجنسي، لتشويه صورته المجتمعية.:606-607ومع ذلك، استمر مارك بن قنبر في الوعظ واستقطاب الجماهير. خلال هذه الفترة كتب أيضًا كتبًا وتعليقات على الكتاب المقدس، بما في ذلك ترجمات الكتاب المقدس من القبطية إلى العربية. :35
في عام 1164، تُوفي يوحنا، وتولى البابا مرقس الثالث الإسكندري منصبه في عام 1166. وكتب أساقفة صعيد مصر إلى البابا مرقس بشأن مرقس بن قنبر، ورتب البابا لمقابلته شخصيًا.:276 وأقنعه البابا القبطي في ذلك اللقاء بتصحيح تصرفاته. فظل صامتًا لفترة قصيرة، ثم عاد ليستأنف خطابه المخالف لتعاليم الكنيسة القبطية. وفي عام 1173، دعا البابا مرقس إلى عقد مجمع من ستين أسقفًا في الكنيسة المعلقة في مصر.:23 وقد قرر المجمع بالإجماع رفض تعاليم مرقس بن قنبر وطرده مرة أخرى.:276 وُضع تحت حراسة الكنيسة في دير القديس أنطونيوس. وتوسل هو وعائلته إلى البابا مرقس أن يسمح له بالذهاب، وتعهد ألا يعود إلى الوعظ مرة أخرى. تراجع البابا مرقس، فعاد إلى مصر وبدأ مرة أخرى في التدريس ضد البابا. :24
ثم استأنف مرقس بن قنبر إلى السلطان المسلم صلاح الدين الأيوبي، قائلًا إنه لم يخالف التعاليم الأصلية للكنيسة، وأصر على محاكمة عادلة في الكنيسة. وأمر الحكام المسلمون البابا مرقس بإعطائه محاكمة عادلة، لكن الكنيسة رفضت ذلك تحت سلطة السلطان.:607وفي سنة 1179م كتب ميخائيل مطران دمياط إدانة رسمية لمرقس بن قنبر للكنيسة القبطية. ومع ذلك، قَبِل البابا مرقس التحكيم في محاكمة البطريرك ميخائيل الأول من أنطاكية، الذي لم ينحاز إلى أي من الطرفين.:276 ربما خوفًا من تعرض كنيسته الأصلية لطرد آخر، غادر مرقس بن قنبر الكنيسة القبطية وانضم إلى الطائفة المالكانية المحلية بدلًا من ذلك. على الرغم من أن البطريرك ميخائيل دعم في النهاية موقف مرقس بن قنبر بشأن الاعتراف أمام كاهن، إلا أنه حرَّمه بسبب خلقيدونيته. :30
في عام 1186، التقى مرقس بن قنبر بالبطريرك صفرونيوس الثاني بطريرك القسطنطينية [الإنجليزية]، وطلب إنشاء كنيسة في زفتى، لكن هذا الطلب رُفض.:32 ثم عاد إلى الكنيسة القبطية، فقبلته مرة أخرى. ولكنه فقد أتباعه عندما أصبح قبطيًا مرة أخرى، فعاد مرة أخرى إلى الروم المالكانيين.:276 وحاول مرة أخرى العودة إلى الإيمان القبطي، ولكن هذه المرة رفضه البابا مرقس. وعند سماعه خبر عودته إلى المذهب القبطي الموحد، وبَّخه صفرونيوس وأرسله إلى دير الروم المالكانيين في دير القصير، بالقرب من القوصية الحالية، في محافظة أسيوط في مصر.:32:99 أمضى مرقس بن قنبر أيامه الأخيرة هناك وتوفي في 18 شباط 1208.:174:98

## الكتابات
كان مرقس بن قنبر من أوائل من ترجموا الكتاب المقدس إلى العربية، بعد سعديد الفيومي.:35 تحتوي تعليقاته على سفر التكوين، والخروج، واللاويين، والتي من المرجح أنها كُتبت بعد تحوله إلى الخلقيدونية، على عدة ترجمات مختلفة. وقد نُسبَت تعليقاته في كثير من الأحيان خطأً إلى كيرلس الإسكندري أو أفرام السرياني من الكَتَبَة القدماء. استخدم مرقس أساليب التفسير الرمزي [الإنجليزية] والتفسير النمطي في تعليقاته، وكثيرًا ما لاحظ كيف أظهرت الأسفار الخمسة الثالوث، ويسوع المسيح، ومؤسسات الكنيسة، والحياة الرهبانية الزهدية. وتظهر التعليقات أيضًا بقوة قناعات مرقس الفريدة، مثل الاعتراف أمام الكاهن والتوبة. إن تعاليم التعليق هي خلقيدونية [الإنجليزية]، والآيات منظمة وفقًا للتقسيمات الليتورجية الملكية التقليدية، مما دفع العلماء إلى الاعتقاد بأنه كتب التعليق بعد أن أصبح مالكانيًّا.:104
وكتب أيضًا كتاب الاعترافات وكتاب المعلم والتلميذ اللذين اشتهرا بفضل البابا كيرلس الثالث من الإسكندرية في القرن التالي.:65,174

## العقائد والممارسات
وقد زعم مرقس بن قنبر أنه يجب على الإنسان أن يعترف بذنوبه أمام الكاهن ويتوب [الإنجليزية] للحصول على الغفران من الخطايا، ويتناول القربان المقدس للذهاب إلى الجنة. كما سمح للرجال أيضًا بإطلاق شعرهم الطويل. كما وضَّح بأن الختان خاص باليهود والمسلمين وليس بالمسيحيين، على عكس بعض الطوائف المسيحية التي تختن. وعارض حرق السندروس في الكنائس، لكنه سمح فقط باستخدام اللبان كبخور في العبادة. :20–22
وقد اتُهم أيضًا بتسمية الروح القدس بأنها مؤنثة، على الرغم من أن هذا ربما كان مجرد ملاحظة أن جنس الروح، الكلمة العبرية للروح، مؤنث (وهو الحال نفسه في العربية). 

## الإرث
إن الصراع الذي أثاره مرقس بن قنبر يُنظر إليه الآن باعتباره المرة الأولى التي كان فيها الاعتراف الأذني موضوعًا مهمًا في التاريخ القبطي. :65وعلى الرغم من رفض مرقس بن قنبر بشدة وتشتت أتباعه، فإن مناقشته لضرورة الاعتراف أمام كاهن استمرت إلى القرن التالي في كتابات بطريرك الإسكندرية البابا كيرلس الثالث، الذي نشر كتاب مرقس بن قنبر "المعلم والتلميذ". :65,174 في نهاية المطاف أصبحت عقيدة مرقس في الاعتراف الأذني هي التعليم الرسمي للكنيسة القبطية.:99
وقد قارن جون ماسون نيل [الإنجليزية]، وهو باحث من القرن التاسع عشر، حيث قارن بين مرقس بن قنبر ورجل الدين الإنجليزي ويليام تشيلينجورث [الإنجليزية] من القرن السابع عشر بسبب الخلافات وتحدي الكنيسة لكلا الرجلين. :607–08

## الحواشي
1. ↑  "مرقس بن قنبر المنشق | St-Takla.org". st-takla.org. اطلع عليه بتاريخ 2020-06-26.
2. 1 2  Mallett، Alexander؛ Thomas، David، المحررون (2012). Christian-Muslim Relations. A Bibliographical History. Brill. ج. 4 (1200–1350).
3. 1 2 3 4 5 6 7 8 9 10  Abu Salih the Armenian (1895). The Churches and Monasteries of Egypt and Some Neighbouring Countries. Clarendon Press. ASIN:B00QH2BQLW.Abu Salih the Armenian (1895). The Churches and Monasteries of Egypt and Some Neighbouring Countries. Clarendon Press. ASIN B00QH2BQLW.
4. 1 2 3 4  Latourette، Kenneth Scott (1975). A History of Christianity: Beginnings to 1500. San Francisco: HarperOne. ص. 587. ISBN:978-0-06-064952-4.Latourette, Kenneth Scott (1975). A History of Christianity: Beginnings to 1500. San Francisco: HarperOne. p. 587. ISBN 978-0-06-064952-4.
5. ↑  Ceci، Mary Rothes Margaret Tyssen-Amherst (1906). A Sketch of Egyptian History from the Earliest Times to the Present Day. Methuen. ص. 389.Ceci, Mary Rothes Margaret Tyssen-Amherst (1906). A Sketch of Egyptian History from the Earliest Times to the Present Day. Methuen. p. 389.
6. 1 2 3 4  Morgan، Robert (2016). History of the Coptic Orthodox People and the Church of Egypt. FriesenPress. ISBN:978-1-4602-8026-3.Morgan, Robert (2016). History of the Coptic Orthodox People and the Church of Egypt. FriesenPress. ISBN 978-1-4602-8026-3.
7. 1 2 3 4  Gabra، Gawdat (2009). The A to Z of the Coptic Church. Scarecrow Press. ISBN:978-0-8108-7057-4.Gabra, Gawdat (2009). The A to Z of the Coptic Church. Scarecrow Press. ISBN 978-0-8108-7057-4.
8. 1 2  Adeney، Walter Frederic (1908). The Greek and Eastern Churches. New York: Charles Scribner's Sons.Adeney, Walter Frederic (1908). The Greek and Eastern Churches. New York: Charles Scribner's Sons.
9. ↑  Ceci، Mary Rothes Margaret Tyssen-Amherst (1906). A Sketch of Egyptian History from the Earliest Times to the Present Day. Methuen. ص. 389.
10. ↑  Evans، Helen C.؛ Wixom، William D.، المحررون (1997). The Glory of Byzantium: Art and Culture of the Middle Byzantine Era, A.D. 843–1261. Metropolitan Museum of Art. ص. 381. ISBN:978-0-87099-777-8.
11. ↑  Morgan، Robert (2016). History of the Coptic Orthodox People and the Church of Egypt. FriesenPress. ISBN:978-1-4602-8026-3.
12. 1 2 3  Mallett، Alexander؛ Thomas، David، المحررون (2012). Christian-Muslim Relations. A Bibliographical History. Brill. ج. 4 (1200–1350).Mallett, Alexander; Thomas, David, eds. (2012). Christian-Muslim Relations. A Bibliographical History. Vol. 4 (1200–1350). Brill.
13. 1 2  Volldandt، Ronny (2015). Arabic Versions of the Pentateuch: A Comparative Study of Jewish, Christian, and Muslim Sources. Brill. ص. 69. ISBN:9789004289932.
14. ↑  Bongma، Elias Kifon، المحرر (2015). Routledge Companion to Christianity in Africa. Taylor & Francis. ISBN:978-1-134-50584-5.
15. ↑  Latourette، Kenneth Scott (1975). A History of Christianity: Beginnings to 1500. San Francisco: HarperOne. ص. 587. ISBN:978-0-06-064952-4.
16. ↑  Abu Salih the Armenian (1895). The Churches and Monasteries of Egypt and Some Neighbouring Countries. Clarendon Press. ASIN:B00QH2BQLW.
17. ↑  Browne، Laurence Edward (1967). The Eclipse of Christianity in Asia: From the Time of Muhammad Till the Fourteenth Century. Fertig. ص. 22.
18. ↑  Gabra، Gawdat (2009). The A to Z of the Coptic Church. Scarecrow Press. ISBN:978-0-8108-7057-4.
19. ↑  Adeney، Walter Frederic (1908). The Greek and Eastern Churches. New York: Charles Scribner's Sons.